# Encymon immaculatus
Encymon immaculatus là một loài bọ cánh cứng trong họ Endomychidae. Loài này được Montruzier miêu tả khoa học năm 1855.